# 千神彩花
千神 彩花（ちがみ あやか、4月9日 - ）は、RSK山陽放送のアナウンサー。

## 来歴
広島県福山市出身。その東隣にある岡山県笠岡市にも住んでいたことがあり、2021年度からの公式プロフィールには同市も出身地の1つとして記載されている。
福山暁の星女子中学校・高等学校、法政大学文学部日本文学科を卒業後、2017年に山陽放送（当時の社名）に入社。

## 担当番組

### テレビ番組
- VOICE愛[1]
- ごじまる - 金曜担当[6]
- 情報マルシェ 3時のおやつ - 天気コーナー担当[7]
- RSKイブニングニュース - 「JAグループプレゼンツ 笑味ちゃん天気予報」担当[7] → 金曜・土曜・日曜担当[8]
- ライブ5時 いまドキッ! - 月曜担当[9]

### ラジオ番組
- （表町LIVE!）あもーれ!マッタリーノ - 木曜担当[6][10]
- 朝耳らじお55 → 朝耳らじおGoGo - 火曜担当[3]
- 千神彩花の自由の千神[11]
- SUNDAY1150 - 第4日曜「ちょっと朗読、彩花です」担当[10]
- 天神ワイド 朝 - 火曜担当[8]